# Salvagnac-Cajarc
Salvagnac-Cajarc est une commune française située dans le département de l'Aveyron, en région Occitanie.
Le patrimoine architectural de la commune comprend un immeuble protégé au titre des monuments historiques : le château, inscrit en 1991 puis classé en 1994.

## Géographie

### Communes limitrophes
Les communes limitrophes sont  Cadrieu, Cajarc, La Capelle-Balaguier, Martiel, Saint-Jean-de-Laur et Saujac.

### Hydrographie

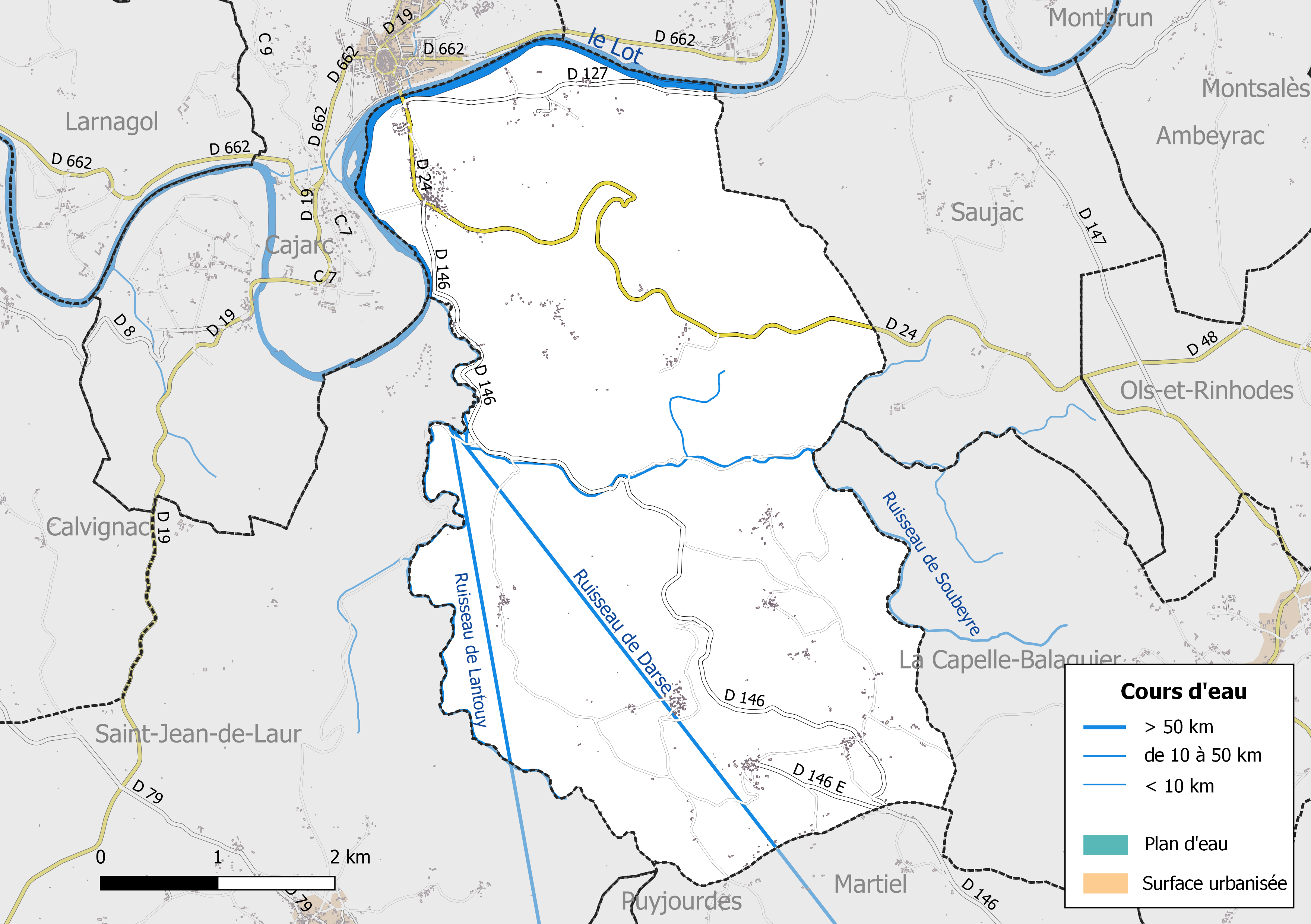
Réseaux hydrographique et routier de Salvagnac-Cajarc.

La commune est drainée par le Lot, le Ruisseau de Darse, le ruisseau de Lantouy, le ruisseau de Soubeyre et par divers petits cours d'eau.
Le Lot prend sa source à 1272 m d’altitude sur la montagne du Goulet (nord du Mont Lozère), dans la commune de Cubières (48), et se jette  dans la Garonne à Monheurt (47), après avoir parcouru 484 km et traversé 129 communes.
Le Ruisseau de Darse, d'une longueur totale de 14,1 km, prend sa source dans la commune de Savignac et se jette  dans le ruisseau de Lantouy à Salvagnac-Cajarc, après avoir arrosé 3 communes.

### Climat
Pour des articles plus généraux, voir Climat de l'Occitanie et Climat de l'Aveyron.
En 2010, le climat de la commune est de type climat océanique altéré, selon une étude s'appuyant sur une série de données couvrant la période 1971-2000. En 2020, Météo-France publie une typologie des climats de la France métropolitaine dans laquelle la commune est exposée à un climat océanique altéré et est dans la région climatique Ouest et nord-ouest du Massif Central, caractérisée par une pluviométrie annuelle de 900 à 1 500 mm, maximale en automne et en hiver.
Pour la période 1971-2000, la température annuelle moyenne est de 12,5 °C, avec une amplitude thermique annuelle de 16,2 °C. Le cumul annuel moyen de précipitations est de 915 mm, avec 9,9 jours de précipitations en janvier et 6,5 jours en juillet. Pour la période 1991-2020, la température moyenne annuelle observée sur la station météorologique la plus proche, située sur la commune de Villefranche-de-Rouergue à 20 km à vol d'oiseau, est de 12,6 °C et le cumul annuel moyen de précipitations est de 865,1 mm,. Pour l'avenir, les paramètres climatiques de la commune estimés pour 2050 selon différents scénarios d'émission de gaz à effet de serre sont consultables sur un site dédié publié par Météo-France en novembre 2022.

### Milieux naturels et biodiversité
L’inventaire des zones naturelles d'intérêt écologique, faunistique et floristique (ZNIEFF) a pour objectif de réaliser une couverture des zones les plus intéressantes sur le plan écologique, essentiellement dans la perspective d’améliorer la connaissance du patrimoine naturel national et de fournir aux différents décideurs un outil d’aide à la prise en compte de l’environnement dans l’aménagement du territoire.
Le territoire communal de Salvagnac-Cajarc comprend deux ZNIEFF de type 1,, 
le « Cours moyen du Lot » (1 543 ha), couvrant 33 communes dont 8 dans l'Aveyron et 25 dans le Lot ;
et la « Montagne de Gaïfié et combes des ruisseaux de l'Oule et de Soubeyre » (1 461 ha), couvrant 7 communes dont 4 dans l'Aveyron et 3 dans le Lot
et une ZNIEFF de type 2,, 
la « Moyenne vallée du Lot » (7 893 ha), qui s'étend sur 36 communes dont 8 dans l'Aveyron et 28 dans le Lot.

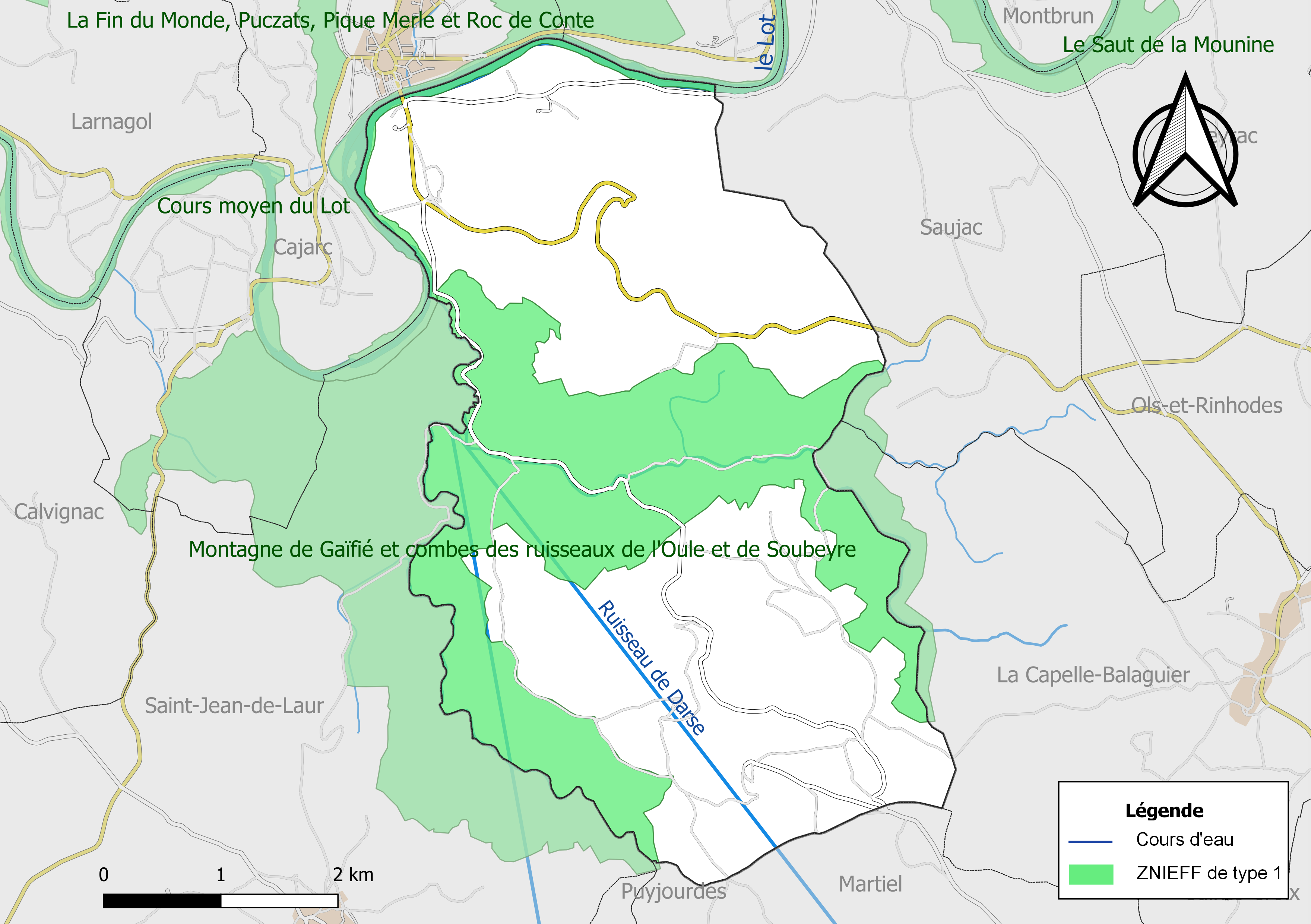
Carte des ZNIEFF de type 1 de la commune.
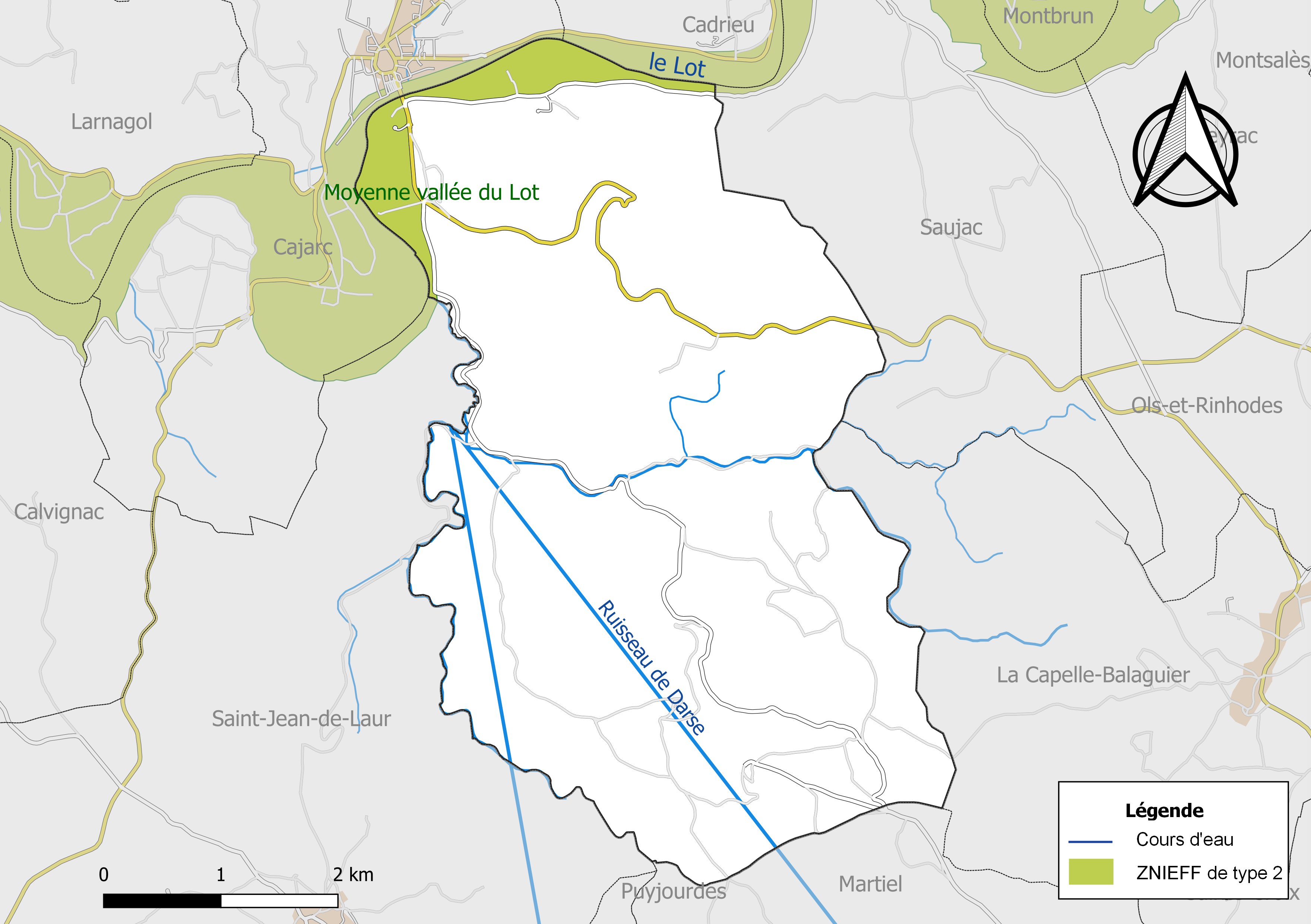
Carte de la ZNIEFF de type 2 de la commune.

## Urbanisme

### Typologie
Au 1er janvier 2024, Salvagnac-Cajarc est catégorisée commune rurale à habitat très dispersé, selon la nouvelle grille communale de densité à 7 niveaux définie par l'Insee en 2022.
Elle est située hors unité urbaine et hors attraction des villes,.

### Occupation des sols

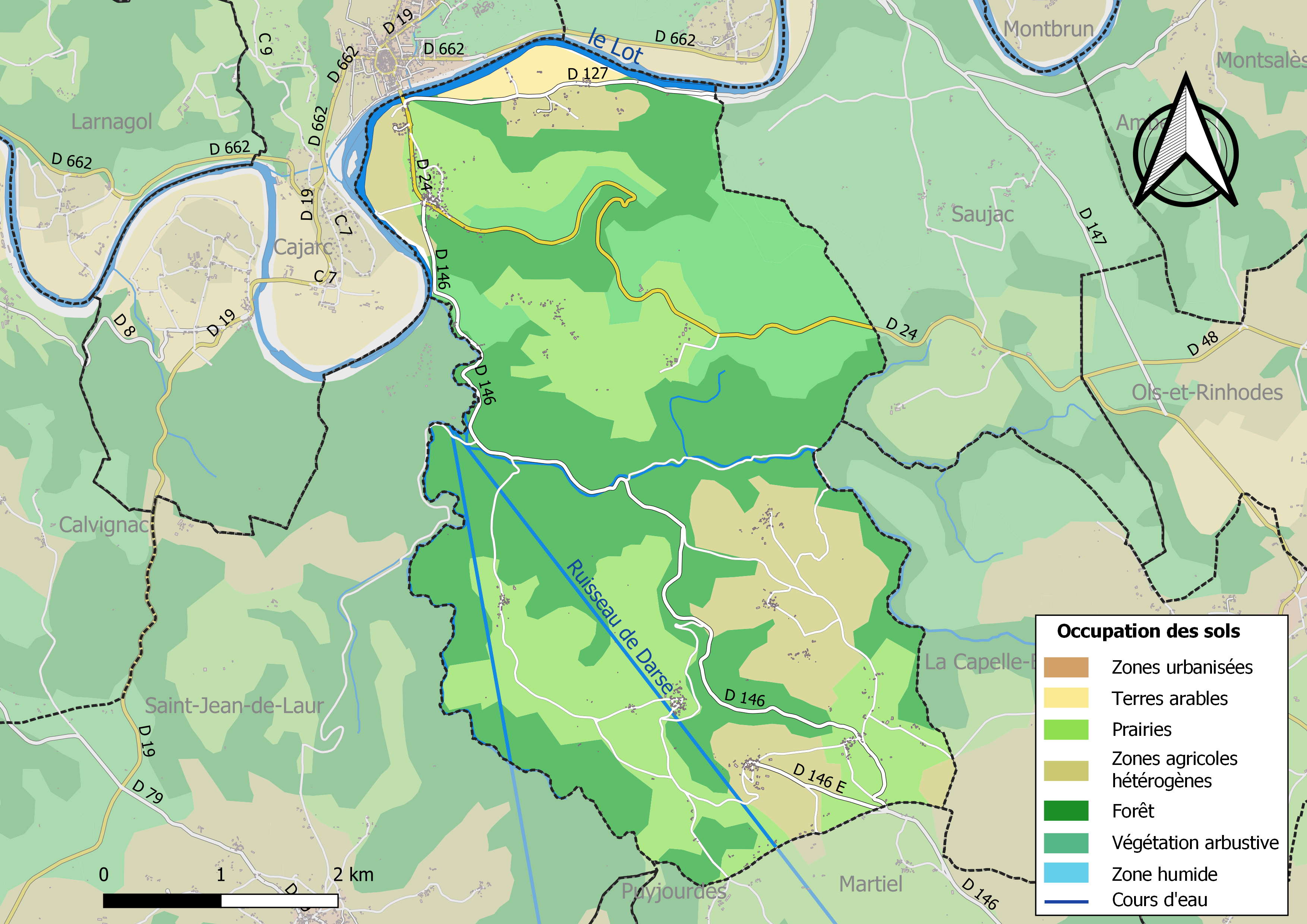
Infrastructures et occupation des sols de la commune de Salvagnac-Cajarc.

L'occupation des sols de la commune, telle qu'elle ressort de la base de données européenne d’occupation biophysique des sols Corine Land Cover (CLC), est marquée par l'importance des forêts et milieux semi-naturels (53,6 % en 2018), en diminution par rapport à 1990 (55 %). La répartition détaillée en 2018 est la suivante : 
forêts (41,3 %), prairies (27 %), zones agricoles hétérogènes (15,4 %), milieux à végétation arbustive et/ou herbacée (12,4 %), terres arables (1,6 %), zones urbanisées (1,2 %), eaux continentales (1,2 %).

### Planification
La loi SRU du 13 décembre 2000 a incité fortement les communes à se regrouper au sein d’un établissement public, pour déterminer les partis d’aménagement de l’espace au sein d’un SCoT, un document essentiel d’orientation stratégique des politiques publiques à une grande échelle. La commune est dans le territoire du SCoT du Pays de Figeac, dont le périmètre a été fixé en 2011, le projet a été arrêté par le comité syndical en 2015 puis, après enquête en mai 2016, approuvé en décembre 2016. La structure porteuse est le Pôle d'équilibre territorial et rural Figeac - Quercy - Vallée de la Dordogne, qui associe deux communautés de communes, notamment la communauté de communes Grand-Figeac (nouvelle), dont la commune est membre.
La commune ne disposait pas en 2017 de document d'urbanisme opérationnel et le règlement national d'urbanisme s'appliquait donc pour la délivrance des permis de construire.

### Risques majeurs
Le territoire de la commune de Salvagnac-Cajarc est vulnérable à différents aléas naturels : inondations, climatiques (hiver exceptionnel ou canicule), feux de forêts et séisme (sismicité très faible).
Il est également exposé à un risque technologique, et la rupture d'un barrage, et à un risque particulier, le risque radon,.

#### Risques naturels

Zones inondables de la commune de Salvagnac-Cajarc.

Certaines parties du territoire communal sont susceptibles d’être affectées par le risque d’inondation par débordement du Lot. Les dernières grandes crues historiques, ayant touché plusieurs parties du département, remontent aux 3 et 4 décembre 2003 (dans les bassins du Lot, de l'Aveyron, du Viaur et du Tarn) et au 28 novembre 2014 (bassins de la Sorgues et du Dourdou). Ce risque est pris en compte dans l'aménagement du territoire de la commune par le biais du Plan de prévention du risque inondation (PPRI) Lot aval 3, approuvé le 6 avril 2010.
Le Plan départemental de protection des forêts contre les incendies découpe le département de l’Aveyron en sept « bassins de risque » et définit une sensibilité des communes à l’aléa feux de forêt (de faible à très forte). La commune est classée en sensibilité très forte.
Les mouvements de terrains susceptibles de se produire sur la commune sont liés à la présence de cavités souterraines localisées sur la commune,.

#### Risques technologiques
Dans le département de l'Aveyron on dénombre huit grands barrages susceptibles d’occasionner des dégâts en cas de rupture. La commune fait partie des 64 communes susceptibles d’être touchées par l’onde de submersion consécutive à la rupture d’un de ces barrages.

#### Risque particulier
Dans plusieurs parties du territoire national, le radon, accumulé dans certains logements ou autres locaux, peut constituer une source significative d’exposition de la population aux rayonnements ionisants. Toutes les communes du département sont concernées par le risque radon à un niveau plus ou moins élevé. Selon le dossier départemental des risques majeurs du département établi en 2013, la commune de Salvagnac-Cajarc est classée à risque faible. Un décret du 4 juin 2018 a modifié la terminologie du zonage définie dans le code de la santé publique et a été complété par un arrêté du 27 juin 2018 portant délimitation des zones à potentiel radon du territoire français. La commune est désormais en zone 1, à savoir zone à potentiel radon faible.

## Politique et administration

### Découpage territorial
La commune de Salvagnac-Cajarc est membre de la communauté de communes Grand-Figeac, un établissement public de coopération intercommunale (EPCI) à fiscalité propre créé le 1er janvier 2017 dont le siège est à Figeac. Ce dernier est par ailleurs membre d'autres groupements intercommunaux.
Sur le plan administratif, elle est rattachée à l'arrondissement de Villefranche-de-Rouergue, au département de l'Aveyron et à la région Occitanie. Sur le plan électoral, elle dépend du  canton de Villeneuvois et Villefranchois pour l'élection des conseillers départementaux, depuis le redécoupage cantonal de 2014 entré en vigueur en 2015, et de la deuxième circonscription de l'Aveyron  pour les élections législatives, depuis le dernier découpage électoral de 2010.

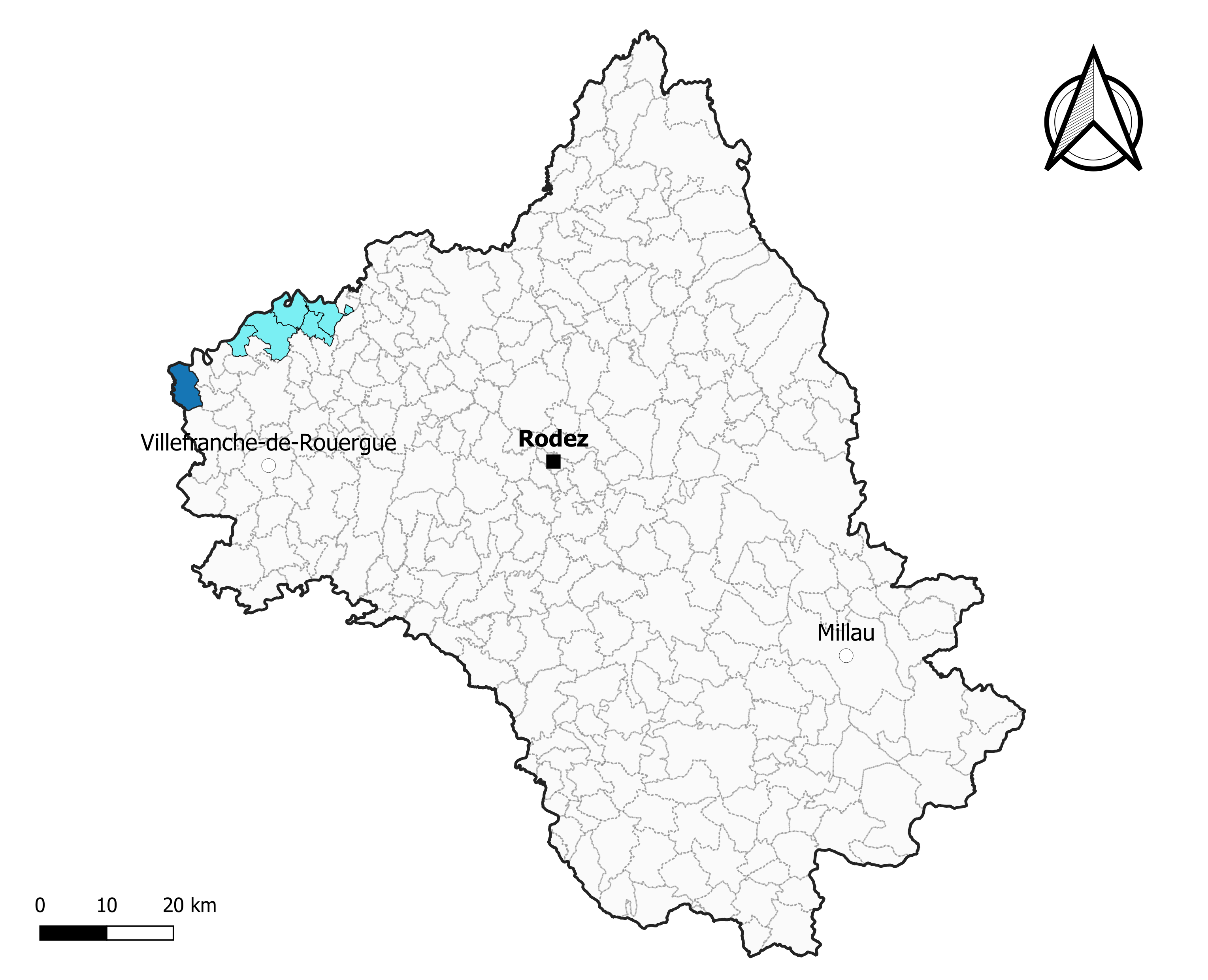
Salvagnac-Cajarc dans l'intercommunalité en 2020.
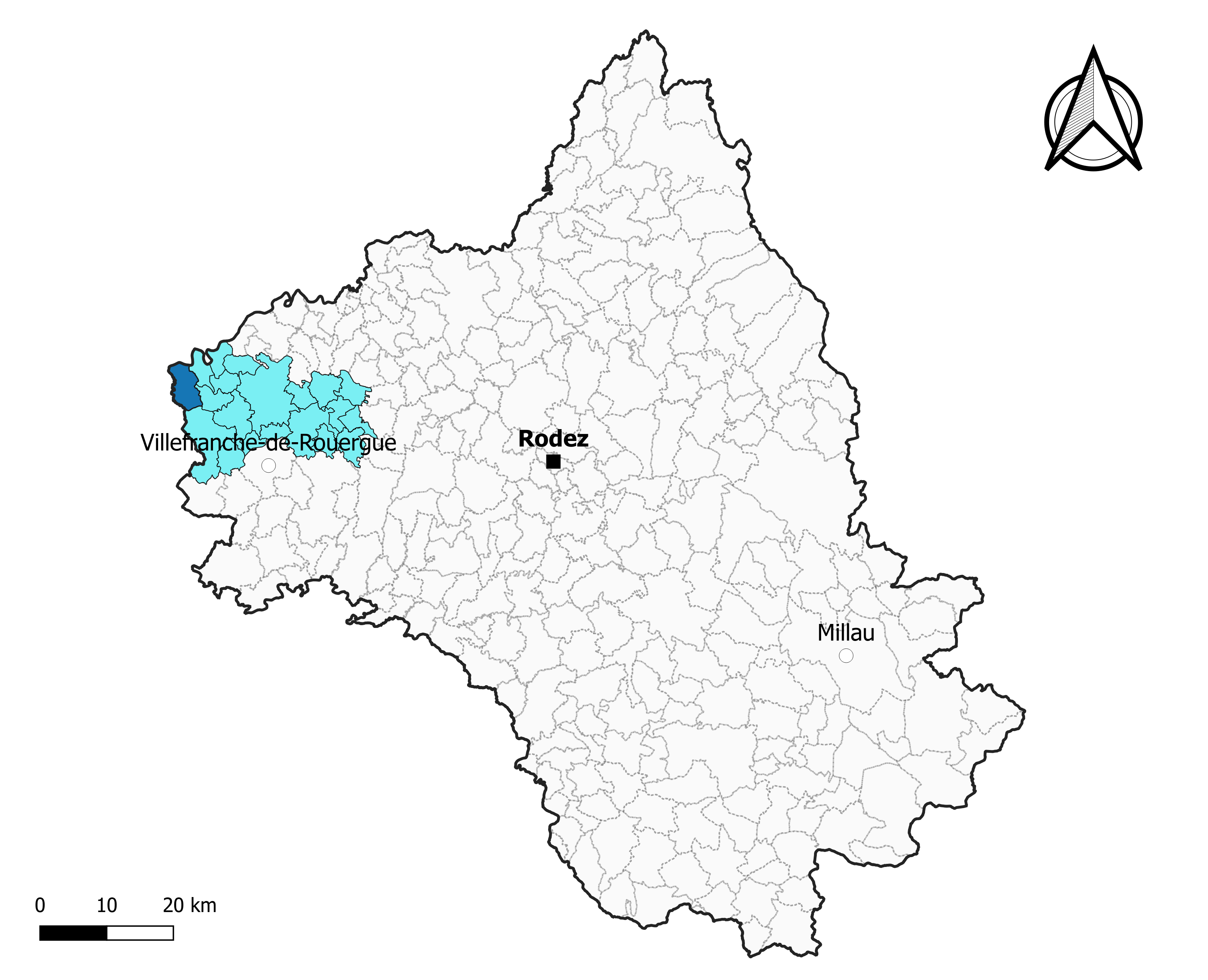
Salvagnac-Cajarc dans le canton de Villeneuvois et Villefranchois en 2020.
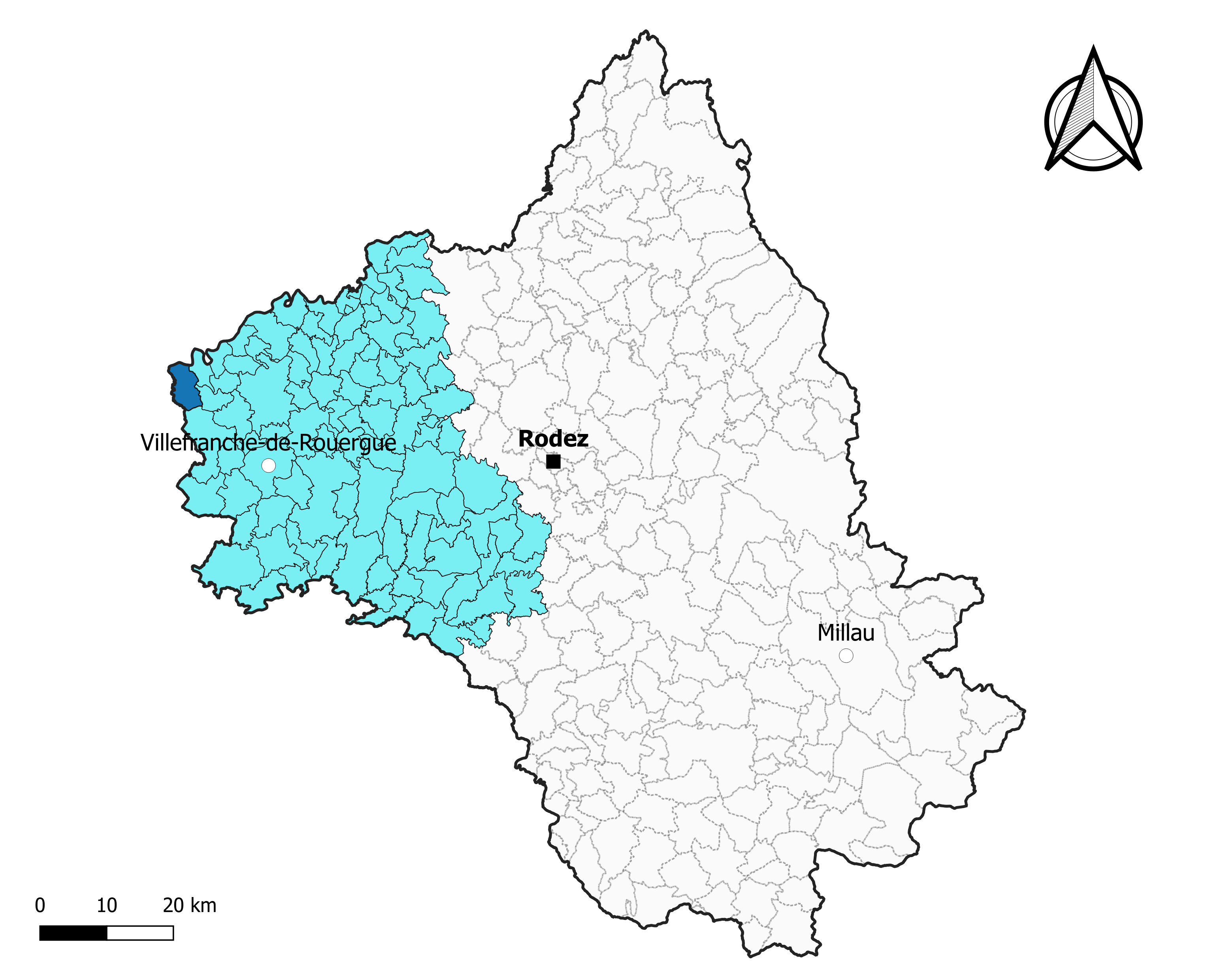
Salvagnac-Cajarc dans l'arrondissement de Villefranche-de-Rouergue en 2020.

### Élections municipales et communautaires

#### Élections de 2020
Le conseil municipal de Salvagnac-Cajarc, commune de moins de 1 000 habitants, est élu au scrutin majoritaire plurinominal à deux tours avec candidatures isolées ou groupées et possibilité de panachage. Compte tenu de la population communale, le nombre de sièges à pourvoir lors des élections municipales de 2020 est de 11. La totalité des onze candidats en lice est élue dès le premier tour, le 15 mars 2020, avec un taux de participation de 55,56 %.
Hervé Tastayre, maire sortant, est réélu pour un nouveau mandat le 25 mai 2020.
Dans les communes de moins de 1 000 habitants, les conseillers communautaires sont désignés parmi les conseillers municipaux élus en suivant l’ordre du tableau (maire, adjoints puis conseillers municipaux) et dans la limite du nombre de sièges attribués à la commune au sein du conseil communautaire. Un siège est attribué à la commune au sein de la communauté de communes Grand-Figeac.

#### Liste des maires
| Période                                  | Période  | Identité            | Étiquette | Qualité    |
| ---------------------------------------- | -------- | ------------------- | --------- | ---------- |
| mars 2001                                | 2014     | Damien-Louis Roques |           |            |
| décembre 2014                            | En cours | Hervé Tastayre,     |           | Commerçant |
| Les données manquantes sont à compléter. |          |                     |           |            |

## Démographie
L'évolution du nombre d'habitants est connue à travers les recensements de la population effectués dans la commune depuis 1793. Pour les communes de moins de 10 000 habitants, une enquête de recensement portant sur toute la population est réalisée tous les cinq ans, les populations de référence des années intermédiaires étant quant à elles estimées par interpolation ou extrapolation. Pour la commune, le premier recensement exhaustif entrant dans le cadre du nouveau dispositif a été réalisé en 2004.

En 2022, la commune comptait 361 habitants, en évolution de −5,25 % par rapport à 2016 (Aveyron : +0,37 %, France hors Mayotte : +2,11 %).
| 1793 | 1800 | 1806  | 1821  | 1831  | 1836  | 1841  | 1846  | 1851  |
| ---- | ---- | ----- | ----- | ----- | ----- | ----- | ----- | ----- |
| 242  | 290  | 1 310 | 1 376 | 1 432 | 1 410 | 1 440 | 1 474 | 1 220 |

| 1856  | 1861  | 1866  | 1872  | 1876  | 1881  | 1886 | 1891 | 1896 |
| ----- | ----- | ----- | ----- | ----- | ----- | ---- | ---- | ---- |
| 1 050 | 1 086 | 1 059 | 1 038 | 1 011 | 1 011 | 884  | 875  | 777  |

| 1901 | 1906 | 1911 | 1921 | 1926 | 1931 | 1936 | 1946 | 1954 |
| ---- | ---- | ---- | ---- | ---- | ---- | ---- | ---- | ---- |
| 728  | 742  | 642  | 530  | 501  | 429  | 407  | 357  | 288  |

| 1962 | 1968 | 1975 | 1982 | 1990 | 1999 | 2004 | 2006 | 2009 |
| ---- | ---- | ---- | ---- | ---- | ---- | ---- | ---- | ---- |
| 266  | 257  | 270  | 317  | 345  | 353  | 388  | 405  | 354  |

| 2014 | 2019 | 2022 | - | - | - | - | - | - |
| ---- | ---- | ---- | - | - | - | - | - | - |
| 374  | 371  | 361  | - | - | - | - | - | - |

## Économie

### Revenus
En 2018  (données Insee publiées en septembre 2021), la commune compte 182 ménages fiscaux, regroupant 372 personnes. La médiane du revenu disponible par unité de consommation est de 20 620 € (20 640 € dans le département).

### Emploi
| Division       | 2008  | 2013  | 2018  |
| -------------- | ----- | ----- | ----- |
| Commune        | 7 %   | 9,4 % | 4,6 % |
| Département    | 5,4 % | 7,1 % | 7,1 % |
| France entière | 8,3 % | 10 %  | 10 %  |

En 2018, la population âgée de 15 à 64 ans s'élève à 221 personnes, parmi lesquelles on compte 77,6 % d'actifs (73,1 % ayant un emploi et 4,6 % de chômeurs) et 22,4 % d'inactifs,. En  2018, le taux de chômage communal (au sens du recensement) des 15-64 ans est inférieur à celui de la France et département, alors qu'en 2008 il était supérieur à celui du département et inférieur à celui de la France.
La commune est hors attraction des villes,. Elle compte 45 emplois en 2018, contre 46 en 2013 et 48 en 2008. Le nombre d'actifs ayant un emploi résidant dans la commune est de 162, soit un indicateur de concentration d'emploi de 27,9 % et un taux d'activité parmi les 15 ans ou plus de 52,3 %.
Sur ces 162 actifs de 15 ans ou plus ayant un emploi, 39 travaillent dans la commune, soit 24 % des habitants. Pour se rendre au travail, 86,3 % des habitants utilisent un véhicule personnel ou de fonction à quatre roues, 0,6 % les transports en commun, 1,9 % s'y rendent en deux-roues, à vélo ou à pied et 11,2 % n'ont pas besoin de transport (travail au domicile).

### Activités hors agriculture
26 établissements sont implantés  à Salvagnac-Cajarc au 31 décembre 2019. Le tableau ci-dessous en détaille le nombre par secteur d'activité et compare les ratios avec ceux du département,.
Le secteur de la construction est prépondérant sur la commune puisqu'il représente 23,1 % du nombre total d'établissements de la commune (6 sur les 26 entreprises implantées  à Salvagnac-Cajarc), contre 13 % au niveau départemental.

### Agriculture
La commune est dans le Bas Quercy, une petite région agricole occupant l'extrême-ouest du département de l'Aveyron. En 2020, l'orientation technico-économique de l'agriculture  sur la commune est l'élevage d'équidés et/ou d' autres herbivores.
|               | 1988 | 2000 | 2010 | 2020 |
| ------------- | ---- | ---- | ---- | ---- |
| Exploitations | 29   | 17   | 17   | 13   |
| SAU (ha)      | 887  | 473  | 504  | 563  |

Le nombre d'exploitations agricoles en activité et ayant leur siège dans la commune est passé de 29 lors du recensement agricole de 1988  à 17 en 2000 puis à 17 en 2010 et enfin à 13 en 2020, soit une baisse de 55 % en 32 ans. Le même mouvement est observé à l'échelle du département qui a perdu pendant cette période 51 % de ses exploitations,. La surface agricole utilisée sur la commune a également diminué, passant de 887 ha en 1988 à 563 ha en 2020. Parallèlement la surface agricole utilisée moyenne par exploitation a augmenté, passant de 31 à 43 ha.

## Culture locale et patrimoine

### Lieux et monuments
- Château des XIIIe et XVe siècles  Inscrit MH (1991)[51] ;

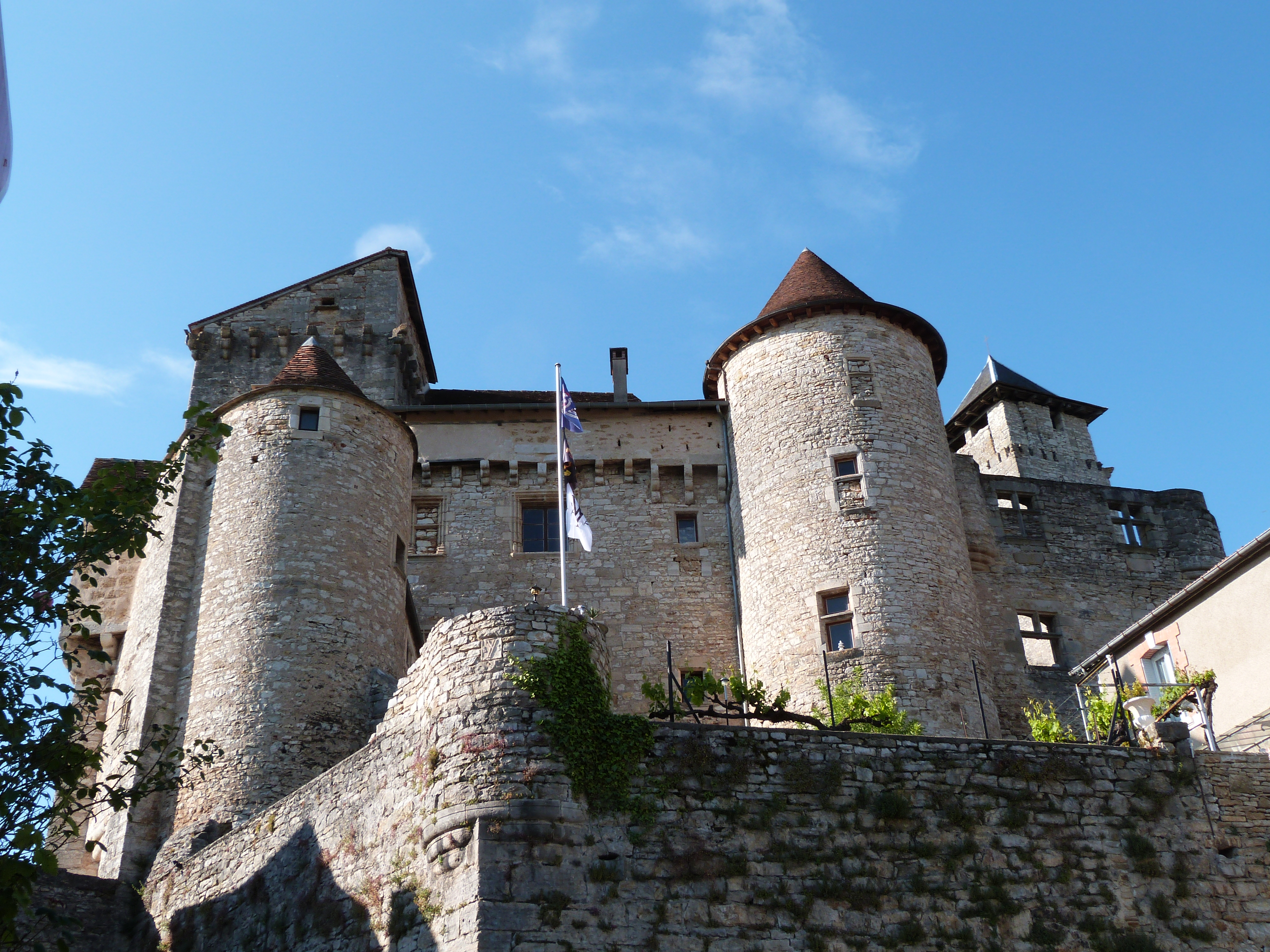
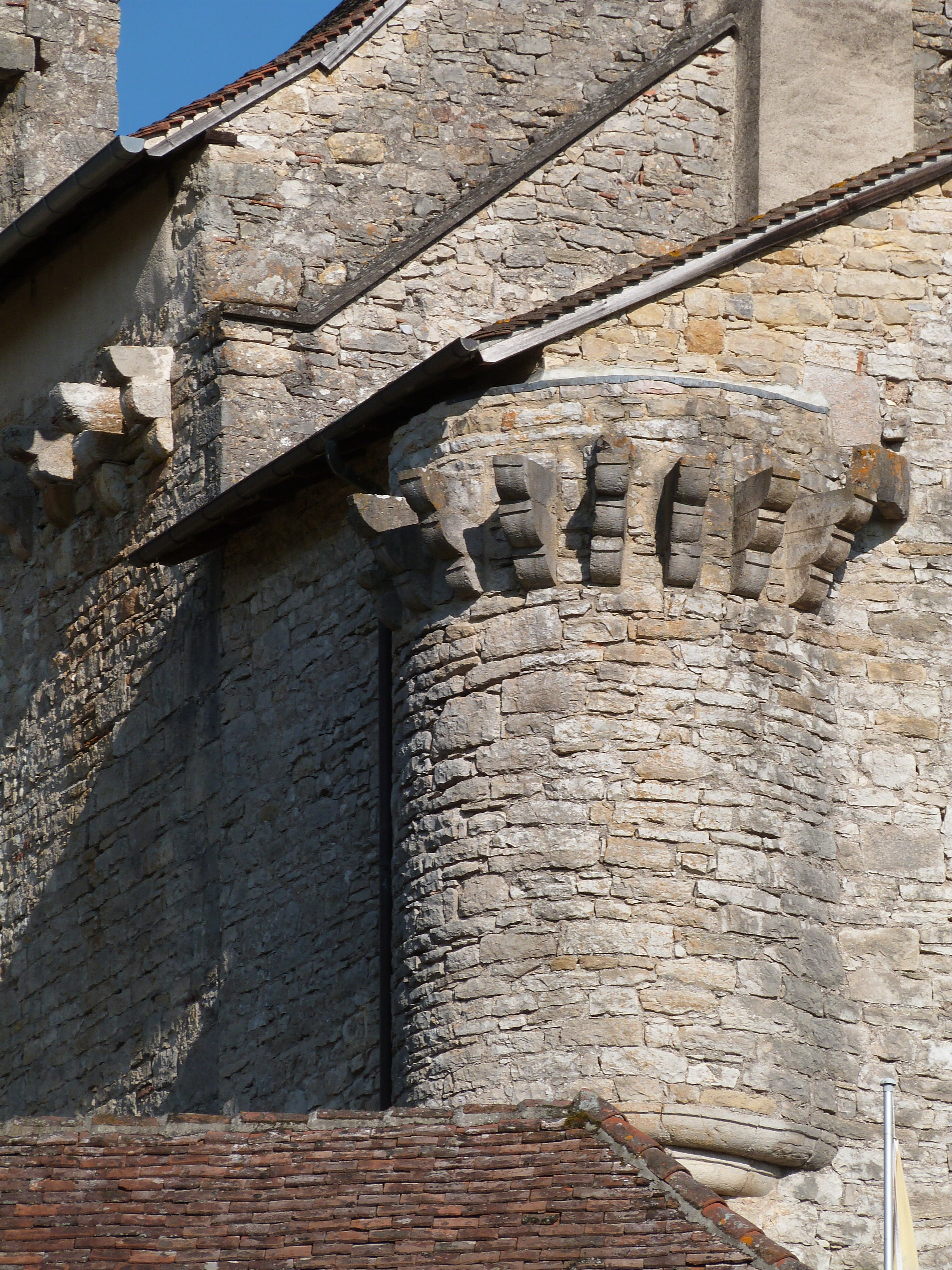
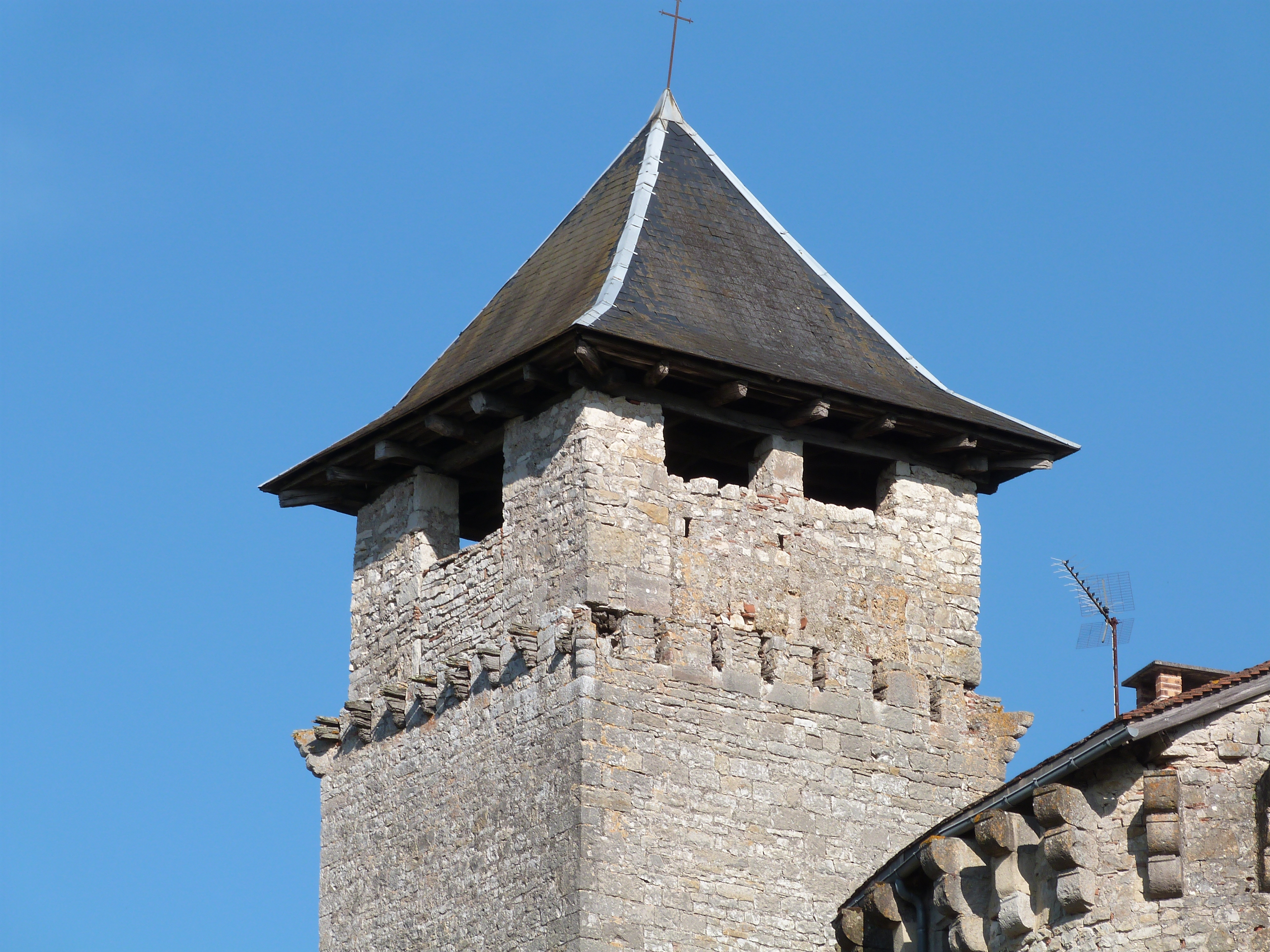

- Église Notre-Dame-de-la-Nativité de Salvagnac-Cajarc ;
- Église Saint-Clair de Saint-Clair-de-Margue ;
- Ruines du monastère de Lantouy.

## Héraldique
| Blason à dessiner | Blason  | D'or à la barre de gueules, accompagnée, en chef, de inscription « SAVAGNAC » en lettres capitales de sable, ladite inscription accostée de deux feuilles de chêne de sinople posées, celle de dextre en bande et celle de senestre en barre et soutenue de deux abris de pierres sèches d'argent maçonnés et ouverts de sable, en coeur, du château du lieu d'argent essoré de sable, en pointe, d'une burelle d'azur chargée de deux filets ondés d'argent, rompue au centre par deux filets en pal alésés d'or aux extrémités pliées vers les flancs et soutenue par l'inscription « CAJARC » en lettres capitales de sable, le tout brochant sur la barre. |
| Blason à dessiner | Détails | Le statut officiel du blason reste à déterminer. |